# Kim Shaw
Kim Shaw (* 20. Mai 1984 in Windsor, Ontario) ist eine kanadisch-US-amerikanische Schauspielerin.

## Leben
Shaw wurde am 20. Mai 1984 im kanadischen Windsor als Tochter von Bob Shaw geboren. Sie hat einen Bruder. Sie wuchs in den Städten Miami und Longwood im US-Bundesstaat Florida auf. Seit 1998 ist sie außerdem US-amerikanische Staatsbürgerin. Nach ihrem Abschluss an der Lake Brantley High School in Altamonte Springs begann sie ein Studium zur Kriminalpsychologin. Sie zog später nach New York City und lernte das Schauspiel an der American Academy of Dramatic Arts. Dort machte sie 2004 ihren Abschluss.
Ihr Filmschauspieldebüt gab Shaw 2006 im Fernsehfilm Gamekillers und war im selben Jahr außerdem in einer Episode der Fernsehserie Law & Order zu sehen. Danach folgten mehrere Nebenrollen in verschiedenen Filmproduktionen sowie Episodenrollen in mehreren US-amerikanischen Fernsehserien. 2009 spielte sie im Film Haben Sie das von den Morgans gehört? die Rolle der Krankenschwester Kelly. Im Folgejahr spielte sie die Rolle der Katie im Film Zu scharf um wahr zu sein. Von 2011 bis 2012 verkörperte sie in der Fernsehserie I Just Want My Pants Back die Rolle der Tina. Ihre nächste größere Serienrolle mimte sie von 2015 bis 2017 in Saving Hope als Dr. Cassie Williams. 2018 stellte sie im Fernsehfilm Rent-An-Elf: Die Weihnachtsplaner die Rolle der Ava dar. 2021 stellte sie in den Fernsehserien Them und You – Du wirst mich lieben wiederkehrende Rollen dar.

## Filmografie (Auswahl)
- 2006: Gamekillers (Fernsehfilm)
- 2006: Law & Order (Fernsehserie, Episode 17x08)
- 2007: Greetings from the Shore
- 2007: The Babysitters: Für Taschengeld mache ich alles (The Babysitters)
- 2007: Gossip Girl (Fernsehserie, Episode 1x05)
- 2008: Sex and the City – Der Film (Sex and the City: The Movie)
- 2009: Important Things with Demetri Martin (Fernsehserie, 2 Episoden, verschiedene Rollen)
- 2009: Cupid (Fernsehserie, Episode 1x06)
- 2009: White Collar (Fernsehserie, Episode 1x05)
- 2009: Haben Sie das von den Morgans gehört? (Did You Hear About the Morgans?)
- 2009–2010: Good Wife (Fernsehserie, 3 Episoden)
- 2010: Zu scharf um wahr zu sein (She’s Out of My League)
- 2010–2011: Glory Daze (Fernsehserie, 2 Episoden)
- 2011–2012: I Just Want My Pants Back (Fernsehserie, 12 Episoden)
- 2012: Royal Pains (Fernsehserie, Episode 3x15)
- 2012: How I Met Your Mother (Fernsehserie, Episode 8x03)
- 2012: Audrey (Miniserie, 6 Episoden)
- 2012: Blackout – Die totale Finsternis (Blackout, Fernsehfilm)
- 2013: Shotgun Wedding
- 2013: Objects in the Rearview (Kurzfilm)
- 2013: Franklin & Bash (Fernsehserie, Episode 3x05)
- 2013: Sullivan & Son (Fernsehserie, Episode 2x06)
- 2013: Snake & Mongoose (Snake and Mongoose)
- 2013: Two and a Half Men (Fernsehserie, Episode 11x07)
- 2013: Anger Management (Fernsehserie, Episode 2x44)
- 2014: Animals
- 2014: The Best Friend (Kurzfilm)
- 2014: Mystery Girls (Fernsehserie, Episode 1x06)
- 2014: Navy CIS (Fernsehserie, Episode 12x02)
- 2014: Two to Go (Fernsehfilm)
- 2015–2017: Saving Hope (Fernsehserie, 31 Episoden)
- 2016: Christine
- 2016: Nobody Walks in L.A.
- 2016: Mittendrin und kein Entkommen (Stuck in the Middle, Fernsehserie, Episode 1x17)
- 2016: Exit Survey (Kurzfilm)
- 2017: Chicago P.D. (Fernsehserie, Episode 4x18)
- 2017: The Lost (Kurzfilm)
- 2018: Blue Bloods – Crime Scene New York (Blue Bloods, Fernsehserie, Episode 9x03)
- 2018: Murder at the Mansion (Fernsehfilm)
- 2018: Rent-An-Elf: Die Weihnachtsplaner (Rent-an-Elf, Fernsehfilm)
- 2019: Christmas Scavenger Hunt (Fernsehfilm)
- 2020: The Lead – Blinder Ehrgeiz (The Lead, Fernsehfilm)
- 2020: Christmas on the Menu (Fernsehfilm)
- 2020: As Gouda as it Gets (Fernsehfilm)
- 2021: The Good Doctor (Fernsehserie, Episode 4x06)
- 2021: Them (Fernsehserie, 4 Episoden)
- 2021: Distancing Socially
- 2021: You – Du wirst mich lieben (You, Fernsehserie, 4 Episoden)
- 2022: A Cozy Christmas Inn (Fernsehfilm)
- 2024: Chicago Fire (Fernsehserie, Episode 12x04)
- 2025: Good American Family (Miniserie, 5 Episoden)